# Ján Halaša
Ján Haláša (9. říjen 1893 Martin – 12. říjen 1981 Trenčín) byl fotograf, organizátor turistiky a lékárník.

## Rodina
- Otec Andrej Halaša
- Matka Anna roz. Mudroňová

## Životopis
Studoval na lyceu v Banské Bystrici, Šoproni a do 1911 v Bratislavě, 1911–1913 praktikoval v bratislavské lékárně Salvator, farmacii studoval v Budapešti, později na KU v Praze. Titul PhMr. získal v roce 1919 . Od roku 1922 byl spolumajitelem lékárny K Sv. Duchu a po roce 1945 pracovníkem lékáren.
Do roku 1972 působil jako fotograf pro Trenčianske muzeum v Trenčíně. V prvním období (do roku 1934) tvořila jádro jeho tvorby krajina, od roku 1934 i člověk. Tak vytvořil dokumenty ze života lidu zejména v okolí Trenčína, v Turci, na Oravě, v Liptově. V krajinářské tvorbě přešel k osobité syntéze monumentálnosti, citového náboje motivu i výrazu a národnímu obsahu. Průkopník české turistiky a vysokohorského sportu. Turistiku spojoval s fotografií. Postupně sestavil obrázkový zeměpis horských partií Liptova, Oravy a Turca. Je autorem nebo spoluautorem turistických, obrazových a vlastivědných publikací a obrazových a textových příspěvků v časopise Krásy Slovenska. Jeho fotografie jsou ve sbírkách SNG v Bratislavě, oblastní galerie M. A. Bazovského v Brně, Moravské galerii v Brně a jinde.

## Dílo
- Demänová, Liptovský Mikuláš (1950)
- Nahoru Váhom dolů Váhom, Bratislava (1953)
- Turisticky významné hrady Slovenska, Bratislava (1953)
- Nejkrásnější doliny Slovenska, Martin (1956)
- Trenčianske Teplice, Bratislava (1975)

Na jeho počest je v Trenčíně pojmenována ulice na sídlišti Jih.